# 旭村 (佐賀県)
旭村（あさひむら）は、佐賀県三養基郡にあった村。

## 地理
現在の鳥栖市の南部に位置する。

## 歴史

### 村域の変遷
- 1889年（明治22年）4月1日 - 町村制施行により、江島村、儀徳村、下野村が合併し養父郡旭村が発足。
- 1896年（明治29年）4月1日 - 郡の統合により養父郡が三根郡、基肄郡と合併し三養基郡発足[1]。同郡の所属となる。
- 1954年（昭和29年）4月1日 - 鳥栖町、田代町、基里村、麓村と合併し鳥栖市が発足。同日旭村廃止。

変遷表
| 1868年 以前 | 1868年 以前 | 1868年 以前 | 明治22年 4月1日 | 明治29年 3月26日 | 明治29年 3月26日 | 昭和29年 4月1日 | 現在   |
| ----------- | ----------- | ----------- | --------------- | ---------------- | ---------------- | --------------- | ------ |
| 養父郡      |             | 江島村      | 旭村            | 三養基郡 発足    | 旭村             | 鳥栖市          | 鳥栖市 |
| 養父郡      | 儀徳村      |             | 旭村            | 三養基郡 発足    | 旭村             | 鳥栖市          | 鳥栖市 |
| 養父郡      | 下野村      |             | 旭村            | 三養基郡 発足    | 旭村             | 鳥栖市          | 鳥栖市 |

## 大字
- 江島（えじま）
- 儀徳（ぎとく）
- 下野（しもの）

## 交通（廃止直前）

### 鉄道
- 日本国有鉄道（ → 九州旅客鉄道）
  - ■鹿児島本線
    - 肥前旭駅

### 道路
一級国道
- 国道34号